# Assemblée provinciale du Kwilu
Bureau définitif
Kenge
L'Assemblée provinciale du Kwilu est l'organe législatif de la province du Kwilu, en République démocratique du Congo. Elle joue un rôle essentiel dans la gouvernance locale, notamment dans l'élaboration des lois provinciales, le contrôle de l'exécutif provincial et la représentation des citoyens.

## Historique
L'assemblée provinciale du Kwilu a été établie en 2015, à la suite de la décentralisation qui a conduit à la création de nouvelles provinces en RDC. Cette initiative visait à rapprocher les institutions des populations locales et à améliorer la gestion des affaires publiques. Depuis sa création, l'assemblée a joué un rôle crucial dans le développement socio-économique de la province.

### Siège
Le siège de l'assemblée provinciale du Kwilu se trouve dans la ville de Bandundu, chef-lieu de la province. Le bâtiment abritant l'assemblée symbolise l'autorité et l'indépendance de l'institution.

## Corps et structure

### Membres
L'assemblée provinciale du Kwilu est composée de députés provinciaux élus lors des élections organisées par la commission électorale nationale indépendante (CENI). Le nombre de membres varie en fonction de la population de la province et des dispositions électorales en vigueur,,,.

### Bureau de l'assemblée
Le Bureau de l'assemblée est l'organe dirigeant chargé de coordonner les activités de l'institution. Il est composé d'un président, d'un vice-président, d'un rapporteur, d'un rapporteur adjoint et d'un questeur. Chaque membre du Bureau est élu par les députés provinciaux pour un mandat défini,.

### Commissions permanentes
L'assemblée fonctionne à travers plusieurs commissions permanentes, qui examinent en profondeur les différents projets et propositions de loi. Ces commissions couvrent des domaines variés tels que les finances, l'éducation, la santé, l'environnement et les infrastructures,,.

## Rôles et missions
L'assemblée provinciale du Kwilu a pour mission principale de légiférer sur les matières relevant de la compétence provinciale, notamment l'éducation, la santé publique, les infrastructures locales et le développement économique. Elle exerce également un rôle de contrôle sur l'exécutif provincial, en évaluant la mise en œuvre des politiques publiques et en interpellant les membres du gouvernement provincial lorsque nécessaire. Enfin, elle représente les intérêts des citoyens en veillant à ce que leurs préoccupations soient prises en compte dans les décisions politiques.

## Défis et enjeux
L'assemblée provinciale du Kwilu fait face à plusieurs défis, notamment le manque de ressources financières et matérielles pour mener à bien ses activités. De plus, l'instabilité politique et les tensions entre l'exécutif provincial et l'assemblée entravent parfois son fonctionnement. Enfin, le défi de l'implication citoyenne reste prégnant, car beaucoup de citoyens ne sont pas suffisamment informés sur le rôle de l'Assemblée et ses travaux.
Malgré ces contraintes, l'Assemblée continue de jouer un rôle déterminant dans la promotion de la démocratie et le développement de la province du Kwilu.